# Donji Rakani
Donji Rakani är ett samhälle i Bosnien och Hercegovina.   Det ligger i entiteten Republika Srpska, i den nordvästra delen av landet, 200 km nordväst om huvudstaden Sarajevo. Donji Rakani ligger 170 meter över havet och antalet invånare är 357.
Terrängen runt Donji Rakani är varierad. Närmaste större samhälle är Bosanski Novi, 7,4 km nordost om Donji Rakani. 
Omgivningarna runt Donji Rakani är en mosaik av jordbruksmark och naturlig växtlighet. Runt Donji Rakani är det ganska tätbefolkat, med 67 invånare per kvadratkilometer.